# Bergerstraße
Bergerstraße ist ein Straßendorf im ländlichen Außenbereich der Kreisstadt Viersen im Westen des deutschen Bundeslands Nordrhein-Westfalen. Die Ortschaft liegt im Südosten des Viersener Stadtbezirks Dülken, nur ca. 600 m nördlich der Stadtgrenze zu Mönchengladbach. Innerhalb Nordrhein-Westfalens gehört Bergerstraße außerdem zur Region Niederrhein und zählt darüber hinaus als Ortsteil von Viersen zur Metropolregion Rhein-Ruhr. Frühere Bezeichnungen für die Ortschaft waren Bergstras und Bergerstrasse. Auch postalisch wird Bergerstraße mit zum Stadtteil Dülken gerechnet und hat daher die Postleitzahl 41751.

## Geschichte

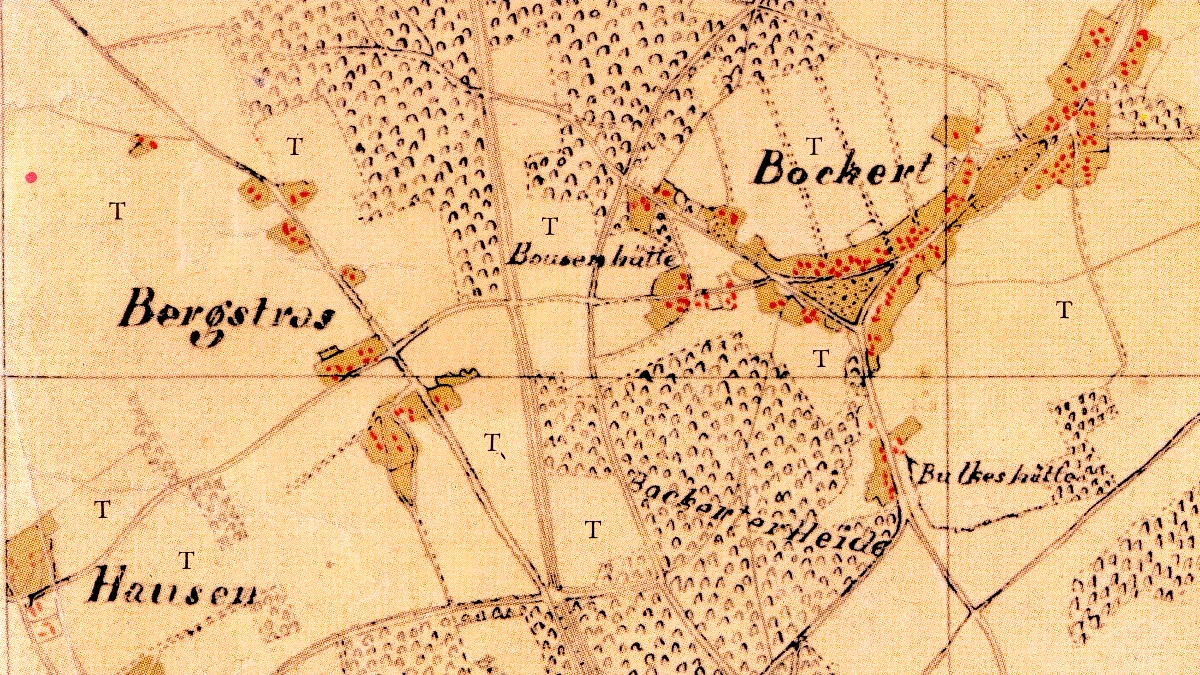
Kartenausschnitt mit Bergerstraße und Bockert zur Franzosenzeit, ca. 1805.

Das Gebiet Bergerstraße gehörte seit dem 14. Jahrhundert zum Herzogtum Jülich und war hier dem Gerichtsbezirk Dülken des Amtes Brüggen zugeordnet.
Um 1800 herum wurde das gesamte linksrheinische Gebiet des heutigen Deutschlands von Frankreich annektiert und Bergerstraße wurde der Bürgermeisterei („Mairie“) Dülken, die von der französischen Verwaltung neu eingerichtet worden war, angegliedert. Dabei blieb es zunächst auch, nachdem das Gebiet 1815 im Anschluss an Napoléons Niederlage in der Schlacht bei Waterloo an die damalige Siegermacht Preußen gefallen war.
Innerhalb der Bürgermeisterei Dülken gehörte Bergerstraße zur Gemeinde Dülken-Land, zu der auch eine Reihe weiterer kleinerer Ortschaften um Dülken herum gehörte.
1927 wurde die Gemeinde Dülken-Land dann wieder in die Stadt Dülken eingemeindet, die schließlich im Jahr 1970 ihrerseits selbst in die Stadt Viersen eingegliedert wurde, so dass Bergerstraße heute ein Ortsteil der Stadt Viersen ist. Innerhalb von Viersen zählt man Bergerstraße nun zum amtlichen Stadtteil Dülken, der dem früheren Dülkener Stadtgebiet im Wesentlichen entspricht.

## Verkehr

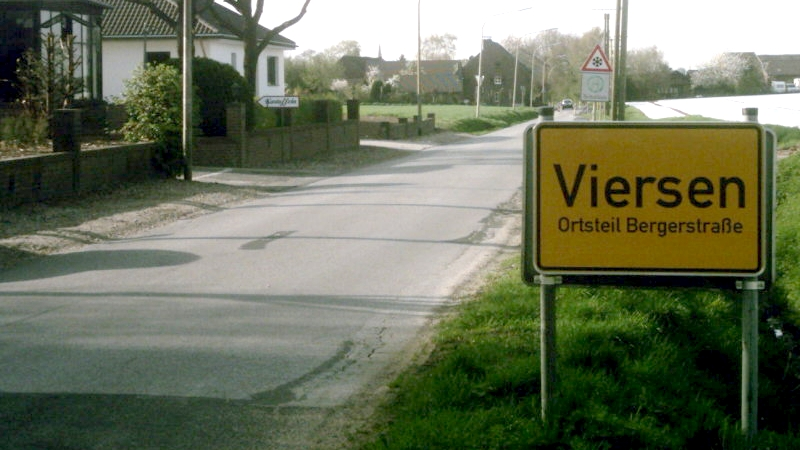
Der Ortseingang von Bergerstraße an der Venner Straße.

### Straßenverkehr
- Das Straßendorf Bergerstraße erstreckt sich überwiegend in Nord-Süd-Richtung entlang der Venner Straße, die eigentlich Dülken mit den Mönchengladbacher Ortsteilen Rasseln und Venn verbindet. Allerdings ist die Venner Straße südlich von Bergerstraße für den allgemeinen Kraftfahrzeugverkehr gesperrt. In früheren Zeiten war dieser Weg die Postkutschenverbindung von der Stadt Dülken zur Stadt Mönchengladbach.
- In West-Ost-Richtung wird die Venner Straße von der Kreisstraße 8 gekreuzt, die von Schwalmtal-Waldniel über Mackenstein und Hausen Bergerstraße erreicht und weiter über die Autobahnanschlussstelle Mackenstein an der A 61 zunächst nach Bockert („Bockerter Straße“) und dann über Beberich („Bebericher Straße“) bis an die Gladbacher Straße (L 71) führt.
- Der nächstgelegene Autobahn-Anschluss ist die Autobahnanschlussstelle "Mackenstein" an der A 61.

### Schienenverkehr
Weder als Eisen- noch als Straßenbahn gibt es in Bergerstraße Schienenverkehr.

Die von Bergerstraße aus nächstgelegenen Bahnhöfe im Personenverkehr sind die Bahnhöfe Viersen und Dülken.

### Busverkehr
Als Ortsteil von Viersen zählt Bergerstraße zwar theoretisch zum Tarifgebiet des Verkehrsverbunds Rhein-Ruhr, die Viersener Niederrheinwerke fahren die Ortschaft jedoch nicht an und die Mönchengladbacher NVV AG fährt mit einer Schnellbuslinie (SB 88) ohne anzuhalten an Bergerstraße vorbei.
Die nächstgelegenen Bushaltestellen befinden sich in Hausen (Linie SB88), Mackenstein oder Busch (Linie CE89), Bockert (Linien 081,082), Rasseln (Linie 026) und Winkeln (Linie 003).

### Radwanderwege

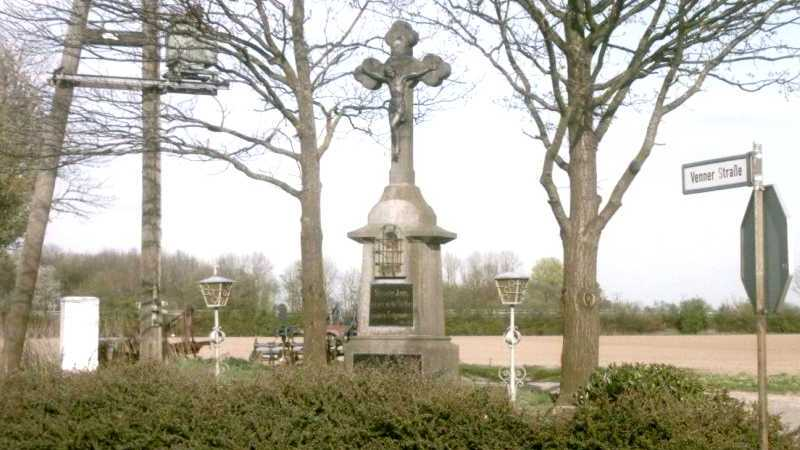
Das Wegekreuz an der Ecke Venner Straße / Kreisstraße 8.

Es führen keine offiziell ausgewiesenen Radwanderwege durch Bergerstraße.

Entlang der an Bergerstraße vorbeiführenden Kreisstraße 8 verläuft jedoch ein separater Radweg; außerdem ist die Venner Straße ab Bergerstraße in Richtung Rasseln und Venn für Kraftfahrzeuge gesperrt (es handelt sich zwischen Bergerstraße und Venn um einen asphaltierten Wirtschaftsweg) und kann sehr gut mit dem Fahrrad befahren werden. Die Strecke über die Venner Straße ist auch für Radfahrer die kürzeste Verbindung von Dülken in die Mönchengladbacher Innenstadt, auch wenn dies offiziell nicht durch Schilder angezeigt wird.

## Sehenswürdigkeiten
- Wegekreuz Venner Straße: An der Ecke Venner Straße/Kreisstraße 8 befindet sich ein Wegekreuz aus Naturstein. Das Kreuz wurde 1910 errichtet und steht seit 1985 mit der Listennummer 073 unter Denkmalschutz. Unterhalb des Kreuzes befindet sich zunächst eine Nische mit einer Heiligenfigur; darunter ist eine Tafel befestigt mit der Inschrift: „Süssester Jesus, sei mir nicht Richter sondern Seligmacher.“ Ganz unten am Sockelfuß ist eine weitere Tafel angebracht, die an die Gefallenen und Vermissten der Weltkriege erinnert. Da das Kreuz schon 1910, also bereits vor dem Ersten Weltkrieg errichtet worden war, muss diese Gedenktafel nachträglich installiert worden sein.[11]

## Die nähere Umgebung
| Dülken Busch       | Ransberg                                    | Löh Rintgen Hoser               |
| Mackenstein Hausen | Kompassrose, die auf Nachbargemeinden zeigt | Bockert Oberbeberich            |
| MG-Hardt           | MG-Rasseln MG-Winkeln                       | Bockerter Heide Bötzlöh MG-Venn |